# Steven Finn (Eishockeyspieler)
Steven Finn (* 20. August 1966 in Laval, Québec) ist ein ehemaliger kanadischer Eishockeyspieler, der im Verlauf seiner aktiven Karriere zwischen 1982 und 1998 unter anderem 748 Spiele für die Nordiques de Québec, Tampa Bay Lightning und Los Angeles Kings in der National Hockey League (NHL) auf der Position des Verteidigers bestritten hat. In der Saison 1990/91 war er gemeinsam mit Joe Sakic der achte Mannschaftskapitän in der Franchise-Geschichte der Nordiques de Québec.

## Karriere
Finn verbrachte seine Juniorenzeit zunächst von 1982 bis 1985 bei den Voisins de Laval in der Ligue de hockey junior majeur du Québec (LHJMQ). Dort gewann der Verteidiger im Jahr 1984 mit der Mannschaft die Coupe du Président, die Meisterschaftstrophäe der LHJMQ. Im selben Jahr wurde er zudem ins First All-Star Team der Liga berufen und im NHL Entry Draft 1984 in der dritten Runde an 57. Stelle von den Nordiques de Québec aus der National Hockey League (NHL) ausgewählt. Seine ersten Eindrücke im Profibereich sammelte Finn nach dem Abschluss der LHJMQ-Saison 1984/85, als er in zehn Partien für Québecs Farmteam Fredericton Express in der American Hockey League (AHL) aufs Eis ging.
Das folgende Spieljahr startete der 19-Jährige dann bei den Nordiques in der NHL, wurde im Saisonverlauf aber wieder zurück in die LHJMQ geschickt, wo sein Juniorenteam inzwischen unter dem Namen Titan de Laval firmierte. In der Saison 1986/87 wagte Finn einen erneuten Versuch im Profibereich Fuß zu fassen und pendelte daraufhin zwischen den Kadern des AHL-Farmteams in Fredericton und dem NHL-Kader der Nordiques. Erst im Spieljahr 1987/88 gelang es dem Abwehrspieler sich in der NHL zu etablieren. Mit seiner Mischung aus Aggressivität, Hartnäckigkeit und Hingabe entwickelte sich Finn zu einem Stammspieler, der in der Defensive für Stabilität sorgte und darüber hinaus eine Vielzahl von Schüssen abblocken konnte. Diese Qualitäten bescherten ihm vor der Saison 1990/91 die Ernennung zum achten Mannschaftskapitän in der Franchise-Geschichte der Nordiques. Den Posten teilte er sich in dieser Spielzeit mit Joe Sakic. Insgesamt verbrachte der Defensivspieler zehn Jahre in der Organisation Québecs, ehe das Franchise vor der Saison 1995/96 nach Denver im US-Bundesstaat Colorado umgesiedelt wurde, wo es unter dem Namen Colorado Avalanche den Spielbetrieb fortsetzte. Finn absolvierte in diesem Zeitraum über 600 Spiele für die franko-kanadische Mannschaft.
Für die Avalanche bestritt der Kanadier aber keine Spiele, da er im Oktober 1995 im Tausch für ein Viertrunden-Wahlrecht im NHL Entry Draft 1997 zu den Tampa Bay Lightning abgegeben wurde. Das Trikot der Lightning trug Finn allerdings nur 16 Spiele lang, da er bereits im November desselben Jahres zu den Los Angeles Kings transferiert wurde. Dafür wechselte Michel Petit nach Tampa. Bei den Los Angeles Kings beendete Finn das Spieljahr und war auch in der Saison 1996/97 eine feste Größe des Teams. Die Spielzeit 1997/98 bestritt Finn schließlich in der International Hockey League (IHL) bei den Long Beach Ice Dogs, wo er seine Karriere ausklingen ließ, die er nach der Saison im Alter von 32 Jahren für beendet erklärte.

## Erfolge und Auszeichnungen
- 1984 Coupe-du-Président-Gewinn mit den Voisins de Laval
- 1984 LHJMQ First All-Star Team
- 1985 LHJMQ Second All-Star Team

## Karrierestatistik
(Legende zur Spielerstatistik: Sp oder GP = absolvierte Spiele; T oder G = erzielte Tore; V oder A = erzielte Assists; Pkt oder Pts = erzielte Scorerpunkte; SM oder PIM = erhaltene Strafminuten; +/− = Plus/Minus-Bilanz; PP = erzielte Überzahltore; SH = erzielte Unterzahltore; GW = erzielte Siegtore; 1 Play-downs/Relegation; Kursiv: Statistik nicht vollständig)